# Ongole
Ongole (telugu ఒంగోలు) è una suddivisione dell'India, classificata come municipality, di 149.589 abitanti, capoluogo del distretto di Prakasam, nello stato federato dell'Andhra Pradesh. In base al numero di abitanti la città rientra nella classe I (da 100.000 persone in su).

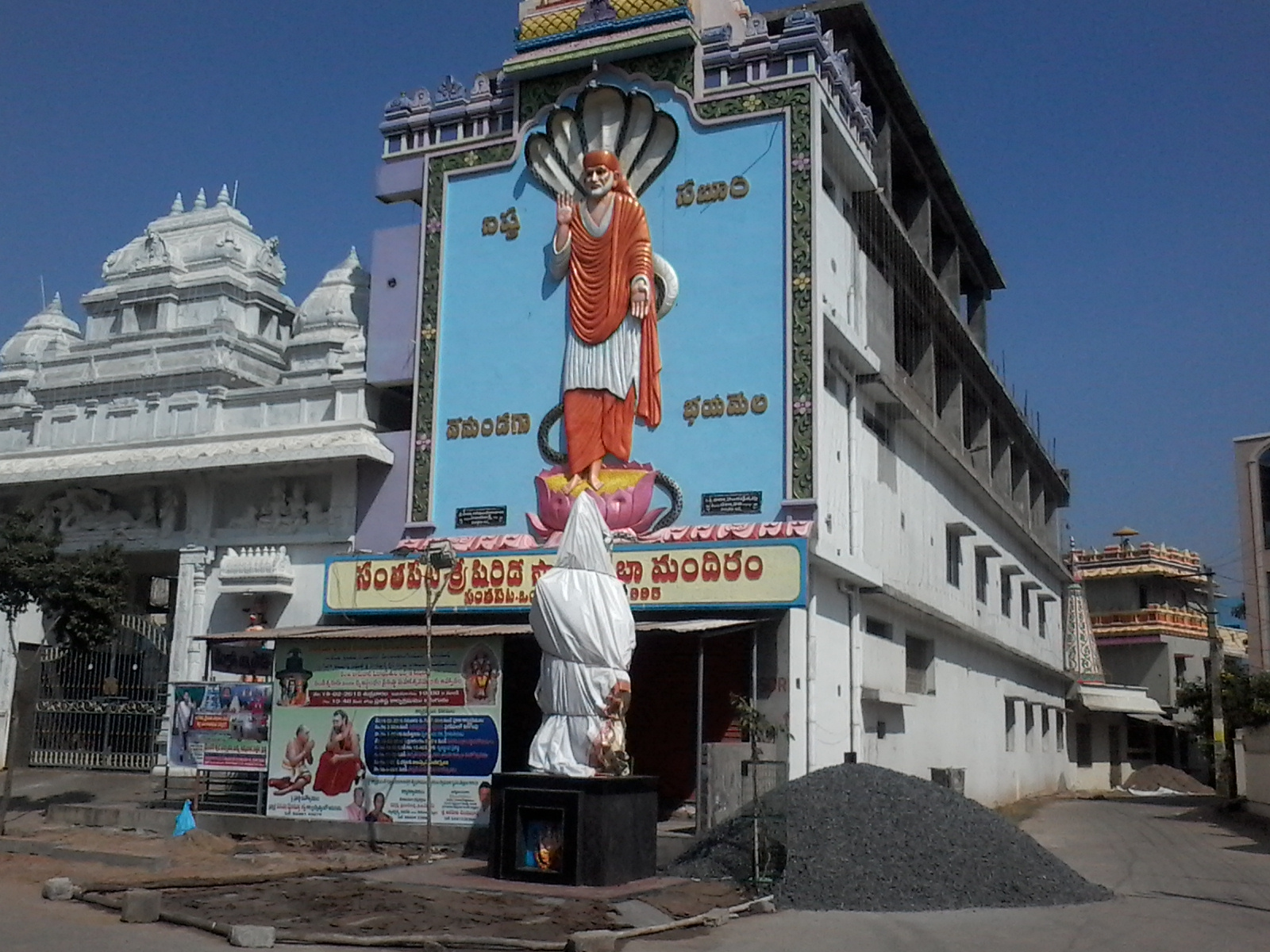
Saibaba Temple

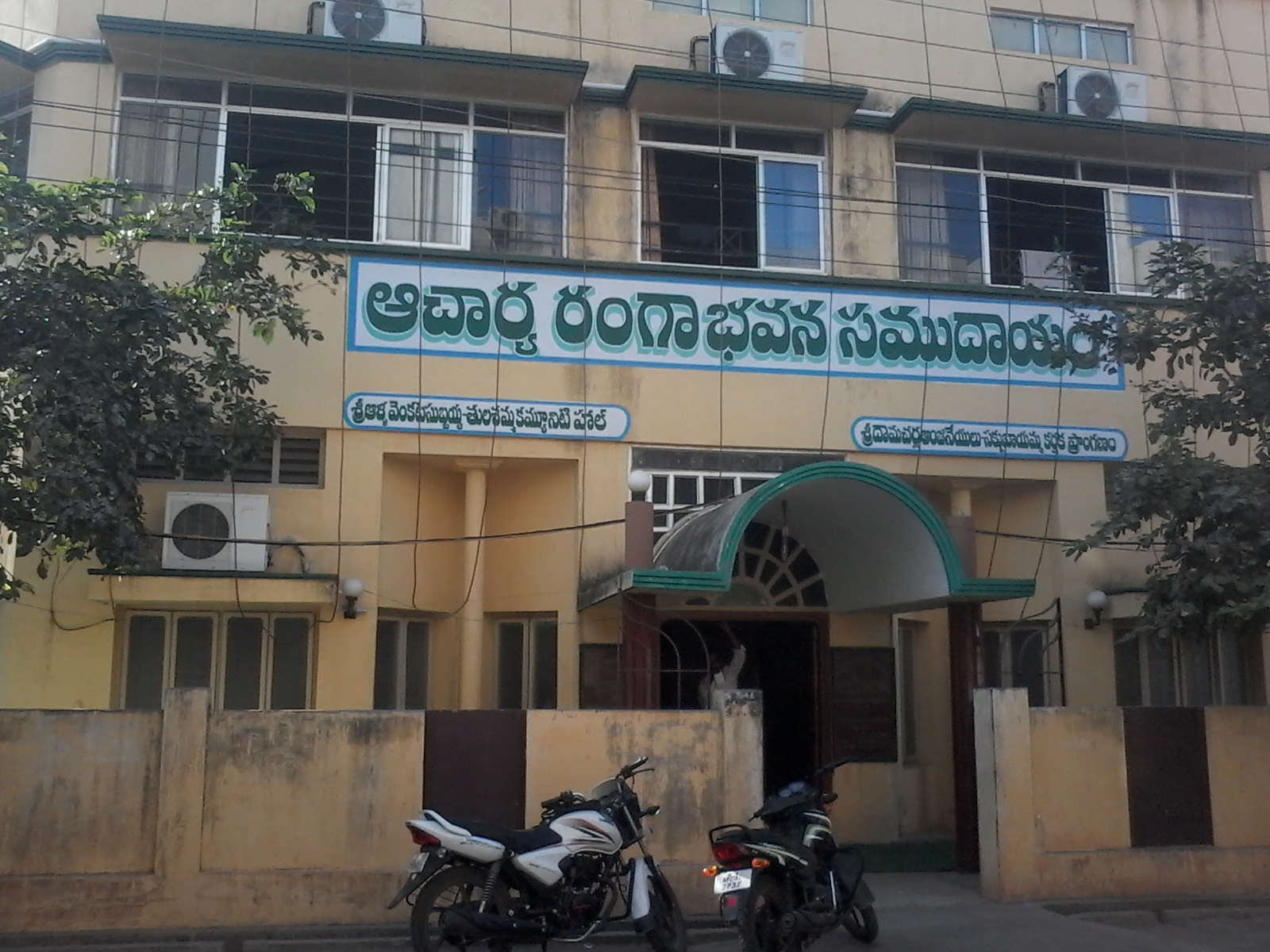
Community Hall

## Geografia fisica
La città è situata a 15° 30' 0 N e 80° 2' 60 E e ha un'altitudine di 9 m s.l.m..

## Società

### Evoluzione demografica
Al censimento del 2001 la popolazione di Ongole assommava a 149.589 persone, delle quali 76.134 maschi e 73.455 femmine. I bambini di età inferiore o uguale ai sei anni assommavano a 14.069, dei quali 7.243 maschi e 6.826 femmine. Infine, coloro che erano in grado di saper almeno leggere e scrivere erano 108.028, dei quali 59.735 maschi e 48.293 femmine.